# جواد بوخمسين
جواد أحمد بوخمسين ، (1941-) ، رجل أعمال كويتي وله الكثير من الشركات والاملاك ومنها الشركة العربية للاغذية، ومطاعم روبي تيوزدي وجريدة النهار(الكويتية) ، ومجلة الدانة، وشركة أي بي سي للمرطبات ، وتقدر ثروته تقريبا 6.8 مليارات دولار ، مما جعل منه خامس أكبر أثرياء الكويت ، وواحداً من أهم خبراء التطوير العقاري فيها.

## حياته المُبكرة
ولد جواد أحمد بوخمسين عام 1941 في محافظة الأحساء ، وهو خريج معهد الدراسات التجارية والإدارية في عام 1962 ، وقال في مقابلة مع المذيعة فاطمة الضاوي من قناة «العربية» إنه انطلق بمجال المال والأعمال في سن مبكرة حالت دون أن يكمل دراسته الجامعية.

## ثروته
كان القطاع العقاري بوابته لبناء الثروة ، حيث قام خلال مسيرة دامت أكثر من نصف قرن من إنشاء أكثر من 600 مشروع عقاري في الكويت وخارجها ، وبدأ نشاطه في مجال المال والأعمال منذ أكثر من نصف قرن وهو الآن أحد أكبر رجال الأعمال في الكويت، تحت مظلة مجموعته أكثر من 360 شركة تعمل في أكثر من 13 قطاعاً ويعمل لدى شركاته نحو 5000 موظف ، كما ظهر في لائحة أثرياء العرب لأرابين بزنس 2013 بثروة بلغت 6.8 مليار دولار، جعلت منه واحداً من أكثر التجار نفوذا في قطاع المال والأعمال في بلاده ، وهو يرى أن سر حفاظه على نمو ثروته يختزل في مثل كويتي قديم يقول: «عينك على حلالك دواء» أي أنه مهما بلغت ثروته سيظل لمتابعة عمله اليومي بكل التفاصيل من أجل الحفاظ عليها وتنميتها بموجب وصايا والده وهي ألا يضر أحداً وأن يكون صادقاً في تجارته.
وفي ريعان شبابه كان يضطر إلى الدراسة بالليل والعمل نهاراً، لكنه منذ أول سنة له في العمل تمكن من جمع 15 ألف روبية فاشترى محلا صغيرا لبيع البطانيات والشراشف في سوق المباركية القديم، وسط العاصمة الكويت، عام 1958 بقيمة 5500 روبية وكان في وقتها إنجازاً كبيراً بالنسبة له ، وعن هذه الحقبة يقول الملياردير الكويتي: كان كل شيء في البداية سهلاً البلد في بداية النهوض والناس تحب الخير لبعضها، ويكمن السر في تحقيق النجاح في الرغبة والطموح بإثبات الوجود.

## الأزمة المالية في الكويت
عندما انفجرت أكبر أزمة مالية في الكويت ، وجد نفسه منقذاً عندما اتصل به مسؤولون في بلاده يطلبون مشورته في وضع حل مع أهل الاقتصاد من أجل مواجهة أزمة المناخ ، وهي أزمة ديون تراكمت وقدرت في الثمانينيات بنحو 97 مليار دولار من الشيكات المتعثرة المودعة لشراء الأسهم بالبورصة الكويتية حينها.
ويقول بوخمسين إنه كان قد حذر قبل وقوع الأزمة، من حدوثها وبالفعل كان هو وتجار كويتيون من وضعوا خطة للمساعدة للخروج من عنق الزجاجة لا سيما أن هذه الأزمة المالية الأكبر في تاريخ الكويت، تبعها الغزو العراقي الذي شكل عبئا أثقل على اقتصاد البلاد.